# Клей (округ, Індіана)
Шаблон:StateAbbr_ 39°24′ пн. ш. 87°07′ зх. д. / 39.4° пн. ш. 87.11° зх. д.
Округ Клей (англ. Clay County) — округ (графство) у штаті Індіана, США. Ідентифікатор округу 18021.

## Історія
Округ утворений 1825 року.

## Демографія
За даними перепису
2000 року
загальне населення округу становило 26556 осіб, зокрема міського населення було 10101, а сільського — 16455.
Серед мешканців округу чоловіків було 12887, а жінок — 13669. В окрузі було 10216 домогосподарств, 7435 родин, які мешкали в 11097 будинках.
Середній розмір родини становив 3,03.
Віковий розподіл населення поданий у таблиці:
| Стать    | До 15 років | 15-21 | 22-29 | 30-39 | 40-49 | 50-65 | 65-85 | Понад 85 |
| -------- | ----------- | ----- | ----- | ----- | ----- | ----- | ----- | -------- |
| Чоловіки | 2811        | 1424  | 1215  | 1868  | 2011  | 1970  | 1437  | 151      |
| Жінки    | 2838        | 1248  | 1224  | 1824  | 2018  | 2093  | 2038  | 386      |

## Суміжні округи
- Парк — північ
- Патнем — північний схід
- Оуен — південний схід
- Ґрін — південь
- Салліван — південний захід
- Віго — захід

## Виноски
1. ↑  US Decennial Census. US Census Bureau. Архів оригіналу за 12 Травня 2015. Процитовано 10 липня 2014.
2. ↑  Historical Census Browser. University of Virginia Library. Архів оригіналу за 11 Серпня 2012. Процитовано 10 липня 2014.
3. ↑  Population of Counties by Decennial Census: 1900 to 1990. US Census Bureau. Архів оригіналу за 4 Жовтня 2014. Процитовано 10 липня 2014.
4. ↑  Census 2000 PHC-T-4. Ranking Tables for Counties: 1990 and 2000 (PDF). US Census Bureau. Архів оригіналу (PDF) за 18 Грудня 2014. Процитовано 10 липня 2014.
5. ↑  Clay County QuickFacts. US Census Bureau. Архів оригіналу за 8 липня 2011. Процитовано 17 вересня 2011.(англ.) Наведено за англійською вікіпедією.
6. ↑  American FactFinder. Бюро перепису населення США. Архів оригіналу за 29 липня 2011. Процитовано 31 січня 2008.

| США | Це незавершена стаття з географії США. Ви можете допомогти проєкту, виправивши або дописавши її. |